# Associació Orfeó Sarrianenc
L'Associació Orfeó Sarrianenc és una entitat fundada el 1917 pel sacerdot i músic Àngel Obiols amb l'objectiu de crear vincles de l'aleshores vila de Sarrià amb el moviment de la Germandat d'Orfeons de Catalunya. Durant el segle XX l'Orfeó ha impulsat l'activitat cultural, social i esportiva del seu entorn des de diverses iniciatives. El cant coral, la formació musical, els concerts i els concursos de creació de música catalana en són les activitats principals, i ha treballat per preservar de les festes i tradicions arrelades a Sarrià.
El seu primer concert va ser ‘El cant de la senyera’. L'Orfeó va decidir fer una gran reforma el 1927 al primer treatre, del 1905. L'entitat tenia una forta inspiració cristiana i catalanista que promovia la música com a principal activitat artística. Durant la Guerra Civil s'ocupà l'entitat i es cremaren tots els documents. El 1943 va passar a mans del Centre Parroquial Sant Vicenç de Sarrià per poder seguir fent activitats amb normalitat i evitar els falangistes. El segle XXI l'entitat forma part de l'Associació Centre Cultural Sant Vicenç de Sarrià.
El 2018 va rebre la Creu de Sant Jordi.